# Diecezja Artik
Diecezja Artik – diecezja Apostolskiego Kościoła Ormiańskiego z siedzibą w Artik w Armenii.
Aktualnym (2022) administratorem diecezji (locum tenens) jest ks. Narek Awagian.